# Eta Apodis
Eta Apodis (η Aps / η Apodis) är en spektroskopisk dubbelstjärna i den sydvästra delen av stjärnbilden Paradisfågeln. Den har en skenbar magnitud på +4,89 och är synlig för blotta ögat där ljusföroreningar ej förekommer. Baserat på parallaxmätningar inom Hipparcos-uppdraget på 23,6 mas beräknas den befinna sig ca 140 ljusår från solen.

## Egenskaper
Eta Apodis har en massa som är ca 1,8 gånger större än solens massa och en radie som är ca 2,1 gånger större än solens radie. Den utstrålar från dess fotosfär ca 16 gånger mer energi än solen vid en effektiv temperatur på ca 7 900 K.
Spektralklassen för Eta Apodis visar att den är en Am-stjärna, vilket innebär att spektret visar kemiska särdrag, som anger ett överskott av elementen krom och europium. Spektret visar magnetiskt inducerade egenskaper som anger en beräknad ytfältstyrka på ungefär 360 G. Baserat på observationer med rymdteleskopet Spitzer emitterar den ett överskott av infraröd strålning med våglängd 24 μm. Denna kan orsakas av en omgivande stoftskiva på ett avstånd av mer än 31 astronomiska enheter från stjärnan.